# ТЕС Клаус
51°9′15.1″ пн. ш. 5°54′25.2″ сх. д. / 51.154194° пн. ш. 5.907000° сх. д.
ТЕС Клаус — теплова електростанція в Нідерландах, розташована на південному сході країни в провінції Лімбург.
Два енергоблоки А та В потужністю по 640 МВт спорудили на околиці міста Maasbracht у 1977 та 1978 роках. Вони призначались для роботи на природному газі та були оснащені паровими турбінами Siemens.
В 2008 році власник станції найняв компанію Alstom для проведення докорінної модернізації блоку В із застосуванням технології комбінованого парогазового циклу. Наявну парову турбіну доповнили трьома газовими Alstom GT26, в результаті чого потужність блоку С (таку назву отримав В після модернізації) зросла до 1304 МВт, а паливна ефективність досягла 58,5 %.
Спорудження блоку С, введеного в експлуатацію у 2012 році, припало на період зниження попиту на продукцію теплової генерації, яка використовує природний газ, через конкуренцію з боку вугільних електростанцій на тлі розвитку відновлюваної електроенергетики. Як наслідок, станцію законсервували, починаючи з середини 2014 року. Враховуючи, що ТЕС Клаус розташована лише за 5 км від бельгійського кордону, як один із шляхів покращення рентабельності пропонувалось прокладання ЛЕП для підключення до енергомережі південного сусіда, котрий якраз розпочав активно нарощувати імпорт електроенергії через закриття атомної генерації.
Водночас власник станції сподівається, що сучасні теплові енергоблоки знайдуть своє місце в майбутній енергосистемі. У цьому випадку при наявності попиту планується провести модернізацію блоку А в парогазовий блок D.